# Sepp De Roover
Sepp De Roover (Geel, 12 novembre 1984) è un ex calciatore belga, difensore.
Ha partecipato alle Olimpiadi del 2008 con la Nazionale belga.

## Palmarès
- Coppe del Belgio: 1

Lokeren: 2011-2012